# Cratere Tame
Tame  è un cratere sulla superficie di Marte.